# محوطه پیر نق
محوطه پیر نق مربوط به سده‌های میانه دوران‌های تاریخی پس از اسلام است و در شهرستان نیر، بخش مرکزی، دهستان دورسون خواجه، روستای پیرنق واقع شده و این اثر در تاریخ ۲۷ بهمن ۱۳۸۷ با شمارهٔ ثبت ۲۴۵۶۰ به‌عنوان یکی از آثار ملی ایران به ثبت رسیده‌است.